# تپه سرسکو
تپه سرسکو مربوط به مس وسنگ - مفرغ است و در شهرستان گیلانغرب، بخش گواور، دهستان حیدریه، ۶۰۰ متری غرب روستای داربادام واقع شده و این اثر در تاریخ ۲۷ اسفند ۱۳۸۶ با شمارهٔ ثبت ۲۲۴۴۷ به‌عنوان یکی از آثار ملی ایران به ثبت رسیده است.